# Перелік пам'яток історії Володимир-Волинського району
У Володимир-Волинському районі Волинської області станом на 2008 р. нараховується 46 пам'яток історії.
| №№ п/п | Охорон ний номер | Місцезнаходження пам’ятника, його адреса | Найменування пам’ятника | Датування       | Автор                                                                       | Дата споруд ження                     | Дата і № рішення облвиконкому (адміністрації), постанови Кабінету Міністрів України про взяття пам’ятника під охорону | На чиєму утриманні знаходиться  |
| ------ | ---------------- | ---------------------------------------- | --- | --------------- | --------------------------------------------------------------------------- | ------------------------------------- | --- | ------------------------------- |
| 1.     | 40               | С. Березовичі                            | Могила братська радянських воїнів і пам’ятник землякам                                                                               | 1941; 1941—1945 | Львівська кераміко-скульптурна фабрика                                      | 1966                                  | 360-р від 04.08.69р.                                                                                                  | Виконкому Березовичівської с/р  |
| 2.     | 41               | С. Бубнів                                | Пам’ятник землякам | 1941—1945       | Прокопович Б., Титко І.                                                     | 1967                                  | 360-р від 04.08.69р.                                                                                                  | Виконкому Лудинської с/р        |
| 3.     | 302              | С. Вощатин                               | Могила братська радянських воїнів | 1944            | Місцеві майстри                                                             | 1957                                  | 477-р від 28.11.75р.                                                                                                  | Виконкому Ласківської с/р       |
| 4.     | 812              | С. Вощатин                               | Пам’ятник членам КПЗУ Мацьохо Ф. П., Дядюку Ю. Т., Шейчуку С. Ф.                                                                     | 1941            | Кравцов А.І.                                                                | 1987                                  | 88-р від 09.04.90р.                                                                                                   | Виконкому Ласківської с/р       |
| 5.     | 815              | С. Горичів                               | Могила Хандрука, матроса крейсера «Варяг»                                                                                            |                 |                                                                             |                                       | 265-р від 24.12.91р.                                                                                                  | Виконкому Зимнівської с/р       |
| 6.     | 789              | С. Заріччя                               | Пам’ятний знак на честь секретаря с/р Стемпковського А. Ф.                                                                           | 1944            | Волошейко Л.                                                                | 1987                                  | 103-р від 25.04.88р.                                                                                                  | Виконкому Зарічанської с/р      |
| 7.     | 310              | С. Зимне                                 | Пам’ятник землякам | 1941—1945       | Бець В. Д.                                                                  | 1970                                  | 477-р від 28.11.75р.                                                                                                  | Виконкому Зимнівської с/р       |
| 8.     | 791              | С. Зимне                                 | Пам’ятний знак на місці бою прикордонників 3-ї Машівської прикордонної. комендатури 90-го Володимир-Волинського прикордонного загону | 1941            |                                                                             | 1987                                  | 103-р від 25.04.88р.                                                                                                  | Виконкому Зимнівської с/р       |
| 9.     | 546              | С. Зоря                                  | Пам’ятник землякам | 1941—1945       | Сопелкін А.                                                                 | 1970                                  | 65-р від 10.02.82р.                                                                                                   | Виконкому Білинської с/р        |
| 10.    | 447              | С. Красностав                            | Пам’ятник землякам | 1941—1945       | Львівська кераміко-скульптурна фабрика                                      | 1975                                  | 457-р від 16.10.78р.                                                                                                  | Виконкому Красноставської с/р   |
| 11.    | 303              | С. Ласків                                | Могила братська радянських воїнів | 1944            | Місцеві майстри                                                             | 1956                                  | 477-р від 28.11.75 | Виконкому Ласківської с/р       |
| 12.    | 547              | С. Лудин                                 | Пам’ятник 50-річчя скасування кріпосного права в Росії                                                                               | XIX ст.         | Місцеві майстри                                                             | 1910                                  | 65-р від 10.02.82р.                                                                                                   | Виконкому Лудинської с/р        |
| 13.    | 311              | С. Лудин                                 | Пам’ятник землякам | 1941—1945       | Львівська кераміко-скульптурна фабрика                                      | 1970                                  | 477-р від 28.11.75р.                                                                                                  | Виконкому Лудинської с/р        |
| 14.    | 448              | С. Льотниче                              | Пам’ятник землякам | 1941—1945       | Львівська кераміко-скульптурна фабрика                                      | 1975                                  | 457-р від 16.10.78р.                                                                                                  | Виконкому Льотничівської с/р    |
| 15.    | 449              | С. Микитичі                              | Пам’ятник землякам | 1941—1945       | Расіна З. І.                                                                | 1975                                  | 457-р від 16.10.78р.                                                                                                  | Виконкому Микитичівської с/р    |
| 16.    | 450              | С. Микуличі                              | Пам’ятник на честь подвигу екіпажу льотчиків під командуванням Героя Радянського Союзу гвардії капітана С. В. Мілашенкова            | 1944            | Львівська кераміко-скульптурна фабрика                                      | 1983                                  | 267-р від 25.08.86р.                                                                                                  | Виконкому Хобултівської с/р     |
| 17.    | 45               | С. Овадне                                | Могила братська радянських воїнів | 1944            | Терлецький, Вендзилович М.Д.                                                | 1965                                  | 360-р від 04.08.69р.                                                                                                  | Виконкому Оваднівської с/р      |
| 18.    | 451              | С. Овадне                                | Пам’ятник землякам | 1941—1945       | Львівська кераміко-скульптурна фабрика                                      | 1975                                  | 457-р від 16.10.78р.                                                                                                  | Виконкому Оваднівської с/р      |
| 19.    | 5                | С. Орані                                 | Могила братська радянських воїнів | 1944            |                                                                             |                                       | 415-р від 22.06.99р.                                                                                                  | Виконкому Зарічанської с/р      |
| 20.    | 304              | С. Пархоменкове                          | Могила братська радянських прикордонників                                                                                            | 1941            |                                                                             | 1981                                  | 477-р від 28.11.75р.                                                                                                  | Виконкому Устилузької м/р       |
| 21.    | 305              | С. Пархоменкове                          | Могила радянського прикордонника Земнухова Т. М.                                                                                     | 1941            | Місцеві майстри                                                             | 1969                                  | 477-р від 28.11.75р.                                                                                                  | Виконкому Устилузької м/р       |
| 22.    | 306              | С. Пархоменкове                          | Могила радянського прикордонника Пархоменка І. І.                                                                                    | 1941            | Львівська кераміко-скульптурна фабрика                                      | 1982                                  | 477-р від 28.11.75р.                                                                                                  | Виконкому Устилузької м/р       |
| 23.    | 622              | С. Пархоменкове                          | Пам’ятник радянським прикордонникам 3-ї застави                                                                                      | 1941            |                                                                             | 1970                                  | 142-р від 29.04.84р.                                                                                                  | Виконкому Устилузької м/р       |
| 24.    | 1                | С. Підгайці                              | Могила братська радянських воїнів | 1941            |                                                                             |                                       | 103-р від 25.04.88р.                                                                                                  | Виконкому Хобултівської с/р     |
| 25.    | 312              | С. П’ятидні                              | Пам’ятник землякам | 1941—1945       |                                                                             | 1972                                  | 477-р від 28.11.75р.                                                                                                  | Виконкому П’ятиднівської с/р    |
| 26.    | 640              | С. П’ятидні                              | Могила братська жертв фашизму | 1941—1944       | Автори монументу, встановленого на меморіалі - Фліт П. Б., Рудницький А. М. | 1985, Пам'ятник встановлено в 1989 р. | 267-р від 25.08.86р.                                                                                                  | Виконкому П’ятиднівської с/р    |
| 27.    | 313              | С. Рогожани                              | Пам’ятник землякам | 1941—1945       | Львівська кераміко-скульптурна фабрика                                      | 1970                                  | 477-р від 28.11.75р.                                                                                                  | Виконкому Лудинської с/р        |
| 28.    | 779              | С. Рокитниця                             | Могила братська прикордонників | 1941            |                                                                             | 1986                                  | 267-р від 25.08.86р.                                                                                                  | Виконкому Лудинської с/р        |
| 29.    | 778              | С. Рокитниця                             | Пам’ятник працівникам НКВС | 1941—1945       |                                                                             | 1985                                  | 267-р від 25.0886 р.                                                                                                  | Виконком Лудинської с\р         |
| 30.    | 777              | С. Рокитниця                             | Пам’ятник радянським прикордонникам                                                                                                  | 1941            |                                                                             | 1986                                  | 267-р від 25.0886 р.                                                                                                  | Виконкому Лудинської с/р        |
| 31.    | 307              | С. Свійчів                               | Могила братська радянських воїнів | 1941—1944       | Місцеві майстри                                                             | 1973                                  | 477-р від 28.11.75р.                                                                                                  | Виконкому Красноставської с/р   |
| 32.    | 42               | С. Селець                                | Могила братська радянських воїнів і пам’ятник землякам                                                                               | 1944, 1941—1945 | Місцеві майстри                                                             | 1957                                  | 360-р від 04.08.69р.                                                                                                  | Виконкому Селецької с/р         |
| 33.    | 314              | С. Стенжаричі                            | Пам’ятник землякам | 1941—1945       | Біленко                                                                     | 1972                                  | 477-р від 28.11.75р.                                                                                                  | Виконкому Стен-жаричівської с/р |
| 34.    | 544              | С. Суходоли                              | Пам’ятник землякам | 1941—1945       | Расіна З. І.                                                                | 1978                                  | 65-р від 10.02.82р.                                                                                                   | Виконкому Зарічанської с/р      |
| 35.    | 790              | С. Суходоли                              | Могила братська радянських воїнів | 1944            |                                                                             | 1986                                  | 103-р від 25.04.88р.                                                                                                  | Виконкому Зарічанської с/р      |
| 36.    | 412              | С. Суходоли                              | Могила невідомого радянського воїна                                                                                                  | 1944            |                                                                             | 1984                                  | 267-р від 25.08.86р.                                                                                                  | Виконкому Зарічанської с/р      |
| 37.    | 309              | М. Устилуг                               | Могили братські радянських воїнів, серед яких похований Герой Радянського Союзу С. Г. Гуденко                                        | 1941—1945       | Місцеві майстри                                                             | 1956                                  | 477-р від 28.11.75р.                                                                                                  | Виконкому Зарічанської с/р      |
| 38.    | 452              | М. Устилуг                               | Пам’ятник землякам | 1941—1945       | Самотос І. М.                                                               | 1975                                  | 477-р від 28.11.75р.                                                                                                  | Виконкому Зарічанської с/р      |
| 39.    | 623              | М. Устилуг                               | Пам’ятник радянським прикордонникам 4-ї застави                                                                                      | 1941            |                                                                             | 1970                                  | 142-р від 29.04.84р.                                                                                                  | Виконкому Устилузької м/р       |
| 40.    | 13               | М. Устилуг                               | Довгочасна вогнева точка | 1941            |                                                                             |                                       | 415-р від 22.06.99р                                                                                                   | Виконкому Устилузької м/р       |
| 41.    |                  | М. Устилуг                               | Будинок, у якому жив і працював І. Стравинський                                                                                      | 1907—1908       |                                                                             |                                       | Постанова КМУ від 27.12.01 № 1761                                                                                     | Виконкому Устилузької м/р       |
| 42.    | 308              | С. Хмелів                                | Могила братська радянських воїнів | 1944            | Місцеві майстри                                                             | 1957                                  | 477-р від 28.11.75р.                                                                                                  | Виконкому Хмелівської с/р       |
| 43.    | 813              | С. Хмелів                                | Могила Гаврися С. І., секретаря комсомольської організації С. Бубнів                                                                 | 1949            |                                                                             | 1950                                  | 103-р від 25.04.88р.                                                                                                  | Виконкому Хмелівської с/р       |
| 44.    | 453              | С. Хмелівка                              | Пам’ятник землякам | 1941—1945       | В. Одрехівський                                                             | 1975                                  | 457-р від 16.10.76р.                                                                                                  | Виконкому Хмелівської с/р       |
| 45.    | 292              | С. Хобултова                             | Могила братська радянських воїнів | 1941—1944       |                                                                             | 1987                                  | 103-р від 25.04.88р.                                                                                                  | Виконкому Хобултівської с/р     |
| 46.    | 43               | С. Хобултова                             | Пам’ятник на честь радянських воїнів, партизанів, підпільників і воїнів-односельчан                                                  | 1941—1945       | Коростишівський гранітообробний завод                                       | 1967                                  | 360-р від 04.08.69 р.                                                                                                 | Виконкому Хобултівської с/р     |
|        |                  |                                          | |                 |                                                                             |                                       | |                                 |

## Джерело
- Пам’ятки Волинської області
- Пам'ятки історії Волинської області національного значення